# Девятые врата
«Девя́тые врата́» (англ. The Ninth Gate) — мистический триллер Романа Полански по мотивам романа Артуро Переса-Реверте «Клуб Дюма, или Тень Ришельё». Премьера фильма состоялась 25 августа 1999 года. Музыку к нему написал польский композитор Войцех Киляр, а главные роли исполнили Джонни Депп и жена режиссёра Эммануэль Сенье.

## Сюжет
Девять гравюр, сделанных, как гласит легенда, при участии Люцифера, находятся в трёх уцелевших экземплярах изданной Аристиде Торкиа в 1666 году книги под названием «Девятые врата в царство призраков», находящихся в библиотеках трёх частных коллекционеров. В гравюрах зашифрована головоломка, разгадав которую, можно пройти сквозь девять адовых врат и вызвать на Землю дьявола (предполагается, что вызвавший дьявола получит от него некие сверхспособности).
Богатый коллекционер книг по ведьмоведению и демонологии из США Борис Болкан (Фрэнк Ланджелла) нанимает эксперта и книготорговца Дина Корсо (Джонни Депп), чтобы тот сравнил имеющуюся у Болкана книгу с двумя другими экземплярами и установил подлинность одного из них. Во время выполнения задания Корсо сталкивается с таинственными убийствами владельцев книг и других людей.
После нескольких неудачных покушений на самого Корсо ему становится ясно, что всё это происходит не без вмешательства Лианы Телфер (Лена Олин) — жены повесившегося антиквара, который за день до смерти продал свой экземпляр «Девятых врат» Болкану. Интересно, что ряд эпизодов фильма повторяет некоторые сюжеты, изображённые на гравюрах книги. Так, один из рисунков изображает повешенного за ногу мужчину (XII карта Старших Арканов Таро — Повешенный) — именно в таком виде Корсо находит своего друга Берни (Джеймс Руссо), убитого из-за того, что по просьбе Корсо спрятал у себя в книжной лавке экземпляр «Девятых врат».
Корсо выходит на сатанистов, в чём ему помогает безымянная зеленоглазая незнакомка (Эммануэль Сенье). Она выручает его в опасных ситуациях, подчас проявляя сверхъестественные способности. Реставраторы-переплётчики, близнецы Пабло и Педро Сенис (Хосе Лопес Родеро), сообщают Корсо, что три гравюры из девяти в каждой книге рисовал Люцифер. Братья, которых по «странному» стечению обстоятельств зовут как двух апостолов, сообщают Корсо, что в Аду тоже есть герои. В этом и заключалось его соавторство и ценность книг. Для проведения мистического ритуала открытия врат Ада необходимо собрать девять уникальных гравюр из трёх книг. Болкан добывает все гравюры и пытается провести обряд в заброшенном замке. Корсо является туда с целью помешать ему. Это не удаётся, но Болкан гибнет в ходе обряда, так как одна из гравюр оказывается фальшивой.
Корсо узнаёт, что оригинал недостающей гравюры находится у братьев Сенис, и с подозрительной лёгкостью получает его (видимо, Петр и Павел осознанно подменили лист у книги). Оказывается, здесь изображена Вавилонская блудница, въезжающая верхом на семиглавом змее в ворота замка, освещённого яркими лучами света (с подписью «Теперь я знаю, что из тьмы идёт свет»). В предыдущих сценах незнакомка ездит на ярко-красном автомобиле Dodge Viper, что прямо отсылает к содержанию гравюр (viper — гадюка; англ.). Кроме того, блудница с гравюры похожа на незнакомку, а замок явно тождествен тому, где Болкан безуспешно пытался вызвать дьявола.
Корсо помимо своей воли прошел через все девять врат Ада. В этом ему помогла Вавилонская блудница, интимная связь с которой олицетворяет наивысшее наслаждение для человека. Поэтому когда Корсо, после интимной связи с Вавилонской блудницей, как человек, испытавший наивысшее наслаждение, которое только может быть, на закате направляется к руинам замка, над башней поднимается луч солнца, а перед Корсо открываются двери, из которых на него изливаются потоки яркого света.

## В ролях
- Джонни Депп — Дин Корсо
- Эмманюэль Сенье — девушка (Вавилонская блудница)
- Фрэнк Ланджелла — Борис Болкан
- Лена Олин — Лиана Телфер
- Барбара Джеффорд — баронесса Кесслер
- Джек Тейлор — Виктор Фаргас
- Хосе Лопес Родеро — братья Сениса
- Тони Амони — телохранитель Лианы
- Джеймс Руссо — Берни
- Уилли Холт — Эндрю Телфер
- Аллен Гарфилд — Уиткин

## Создание
Съёмки фильма прошли в Париже, Толедо, Лиссабоне, а также в замке Шато-де-Феррье и замке Шато-де-Пюивер на территории одноимённой коммуны. На съёмках фильма Джонни Депп познакомился со своей будущей женой Ванессой Паради.
Реставраторов книг Пабло и Педро Сениса и рабочих в бывшем магазине реставраторов сыграл один актёр — Хосе Лопес Родеро. Маленькую девочку, которую встречает Корсо в аэропорту Парижа, сыграла дочь Романа Полански — Морган.
Персонаж Фрэнка Ланджеллы, сыгравшего коллекционера Бориса Болкана, использует в лифте и тайной библиотеке один и тот же пароль — 666.
В США фильм собрал около 18,7 млн долларов, по всему миру фильм собрал около 51,1 млн долларов.

## Отличия от книги
Имя главного героя в романе и в фильме различны, в романе его зовут Лукас Корсо, а в фильме — Дин Корсо. Нанимателем Корсо по книге является Варо Борха, а в фильме — Борис Болкан.
Друг главного героя погибает в начале фильма, тогда как в книге он присутствует на протяжении всего повествования.
Роман Артура Переса-Реверте не является мистическим, в отличие от фильма. По книге вызвать Люцифера невозможно, так как последняя подлинная гравюра навсегда потеряна, а братья-реставраторы восстановили её по фотографиям. В романе прослеживаются две сюжетные линии, которые не связаны между собой (одна связана с книгой 9 врата, а другая посвящена клубу Дюма, его рукописям и соавтору), в фильме же реализована лишь одна сюжетная линия.
У героини Сенье в книге короткие каштановые волосы, а в фильме — длинные светлые волосы. В книге не было эротической сцены между Девушкой (Сенье) и Корсо у руин ночью.
Лиана Телфер (Тайлефер) в книге — блондинка, тогда как в фильме она жгучая брюнетка. В книге фамилия баронессы — Унгерн, а не Кесслер. Татуировка Лианы в фильме — знак Уробороса, в книге — геральдическая лилия.

## Художественный анализ
Почти все фильмы Полански основаны на литературных первоисточниках и тем не менее, как любое авторское кино, имеют между собой много общего. Рецензенты заметили параллели между «Девятыми вратами» и такими фильмами Поланского, как «Ребёнок Розмари» (создавший киномоду на мистику с налётом сатанизма), «Призрак» (главный герой начинает расследование в погоне за наживой и доводит его до конца с катастрофическими для себя последствиями уже из любопытства), «Неистовый» (режиссёра вновь больше занимает не пункт назначения, а само путешествие в мир неведомого зла с Эммануэль Сенье в качестве загадочного проводника). 

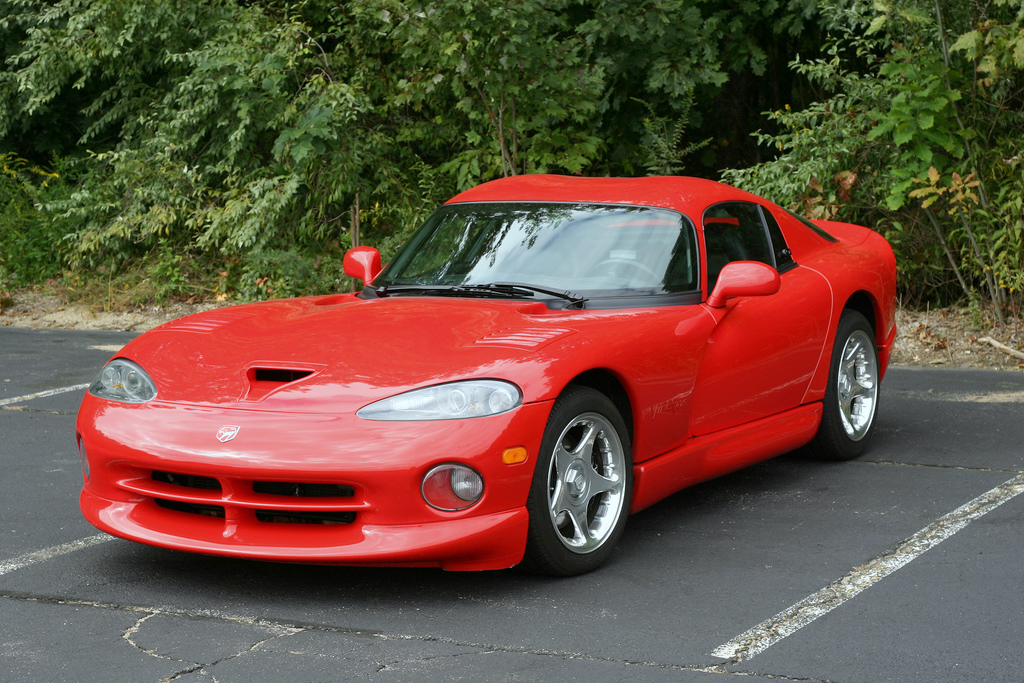
Красного цвета Dodge Viper («випера») — автомобиль, который в фильме водит сам дьявол

При этом сам режиссёр — убеждённый агностик; в киномистике он видит интересные возможности для игры со зрителем. В «Девятых вратах» этот игровой элемент особенно заметен. Герой Деппа небрежно одет в стиле типичного сыщика из старых нуаров. Как в старинных книгах о дьяволе в женском обличье («Влюблённый дьявол» Ж. Казота, «Монах» М. Г. Льюиса, «Любовь мёртвой красавицы» Т. Готье), Люцифер в фильме всё время находится перед глазами зрителя, но замаскирован от него своей красотой и полом. При этом по повествованию рассыпаны многочисленные намёки на истинную сущность героини Сенье: она предпочитает вещи кроваво-красного цвета, с заметным удовлетворением наблюдает за убийствами людей, выводит кровью зловещий символ на лбу главного героя и в довершение всего наделена сверхъестественными способностями.
Кинокритик Джонатан Розенбаум, отмечая яркую образность, искусное нагнетание саспенса и отсутствие психологической проработки персонажей, заметил, что фильм начинается как мистический триллер, однако постепенно мутирует в метафизическую притчу о природе зла. В сущности, главный герой сам предаёт себя в руки дьявола, совершая из корыстных побуждений смертные грехи, включая несколько невынужденных убийств. Ирония в том, что пока действующие лица суетятся в поисках Сатаны, тот и не думает ни от кого прятаться. Чтобы вызвать нечистого, не нужно произносить тайные заклинания, достаточно вести себя так, как ведёт себя эгоистичный герой Деппа:

Кроме денег, ради которых он согласится на эту нелегкую и смертельно опасную работёнку, [герой Деппа] мимоходом поимеет «жену ближнего», украдёт, убьёт — короче, нарушит библейские заповеди и глазом не моргнёт. Именно такой человек и достоин войти в Девятые врата.
— afisha.ru